# Malus toringoides
Malus toringoides là loài thực vật có hoa trong họ Hoa hồng. Loài này được (Rehder) Hughes mô tả khoa học đầu tiên năm 1920.

## Hình ảnh

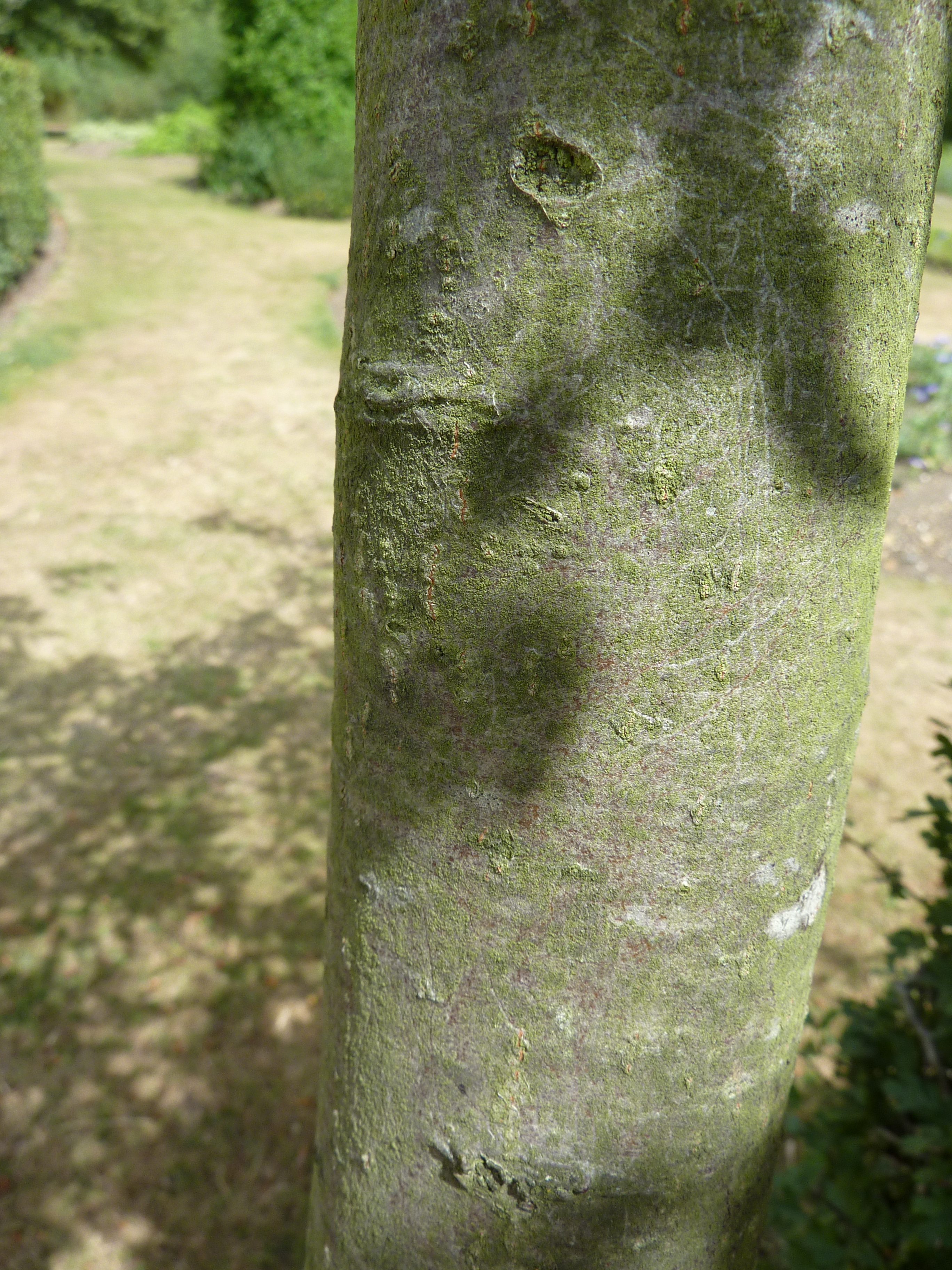
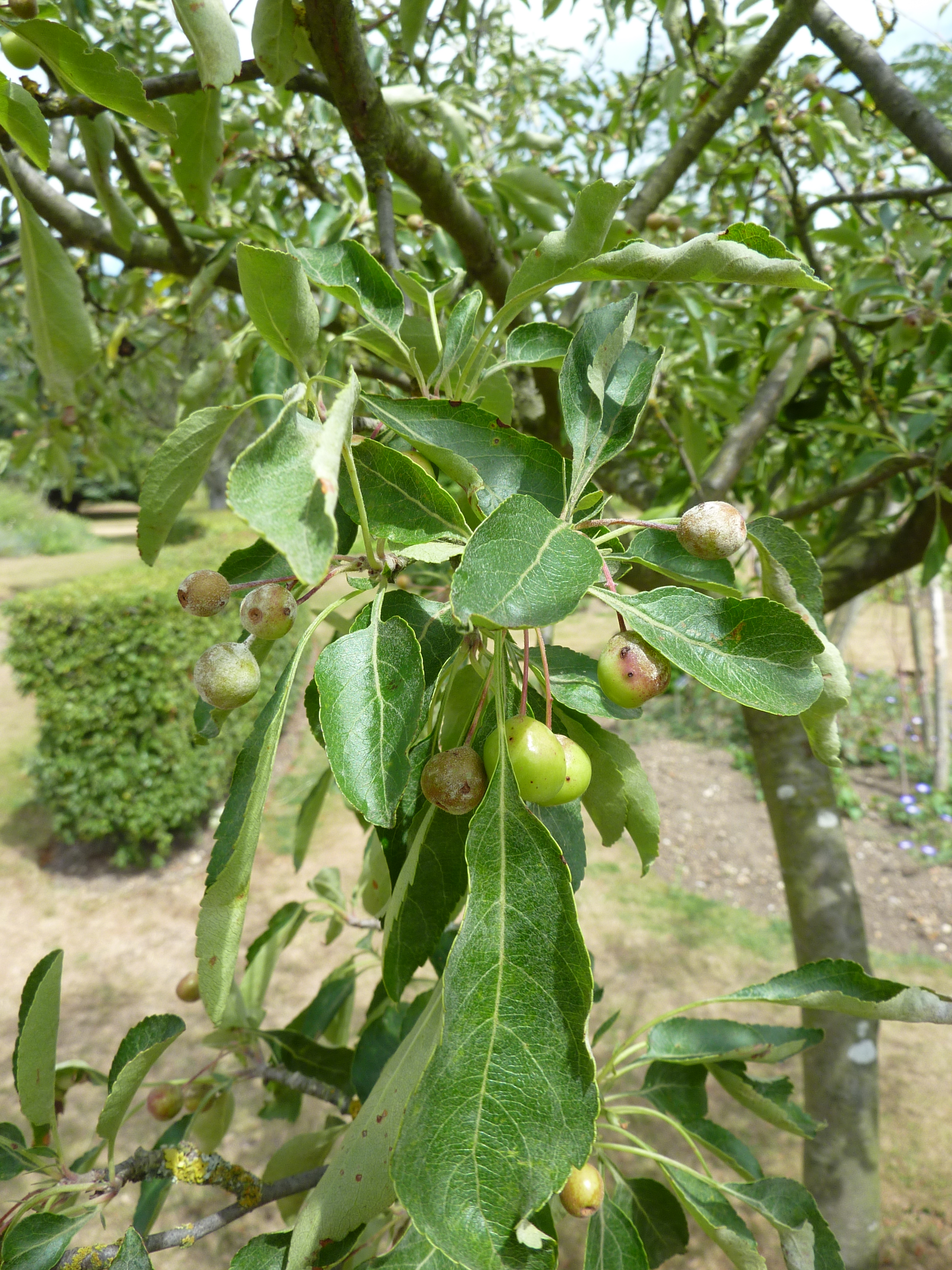
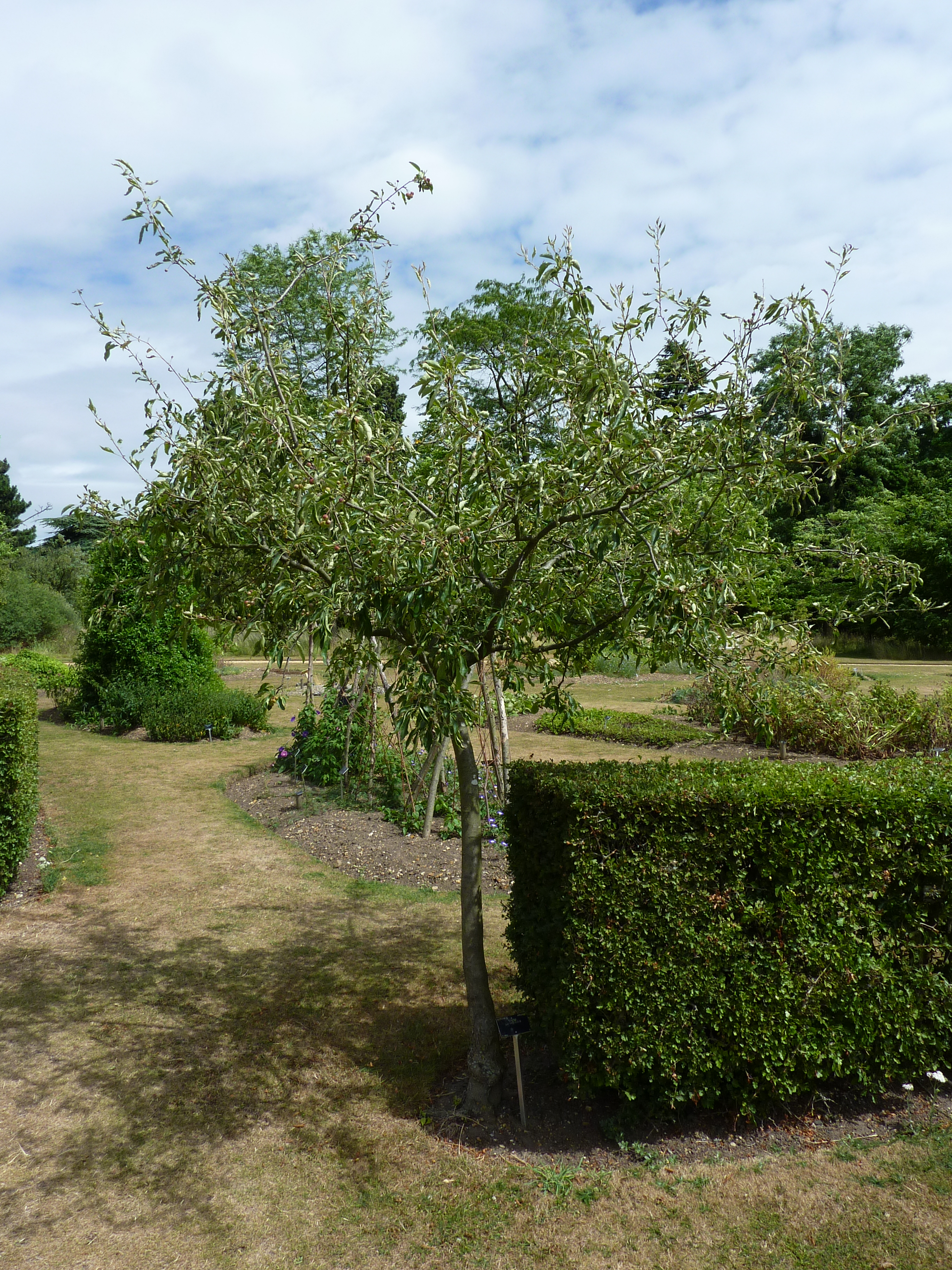